# Erinome (satélite)
Erinome  (do grego Ερινομη) ou Júpiter XXV é um satélite irregular retrógrado de Júpiter.
Foi descoberto em 2000 por um grupo de astrônomos da Universidade do Havaí comandado por Scott S. Sheppard, que deu ao satélite a designação temporária de S/2000 J 4.
A lua Erinome possui cerca de 3,2 quilômetros de diâmetro, e orbita Júpiter a uma distância média de 22.986 Mm (megâmetros) em 711,965 dias, com uma inclinação de 164º em relação à eclíptica (162º em relação ao plano equatorial de Júpiter), em uma direção retrógrada de excentricidade orbital de 0,2552.
O satélite foi batizado em Outubro de 2002, em homenagem a Erinome, amante de Júpiter na mitologia romana.
O satélite Erinome pertence ao Grupo Carme, composto de luas irregulares retrógradas que orbitam Júpiter a uma distância que varia entre 23 e 24 Gm (gigâmetros) com uma inclinação em torno de 165º.